# Bonea
Bonea là một đô thị ở tỉnh Benevento trong vùng Campania, có vị trí khoảng 40 km về phía đông bắc của Napoli và khoảng 15 km về phía tây nam của Benevento. Tại thời điểm ngày 31 tháng 12 năm 2004, đô thị này có dân số 1.457 người và diện tích là 11,4 km².
Bonea giáp các đô thị: Airola, Bucciano, Montesarchio, Rotondi, Tocco Caudio.